# 金湖駅
金湖駅（クムホえき）は大韓民国ソウル特別市城東区金湖洞4街にある、ソウル交通公社3号線の駅。駅番号は334。

## 駅構造
ホーム階は地下2階にあり、島式ホーム1面2線を有している。保安用にホームドアシステム（フルスクリーンタイプ）を装備する。
改札階は地下1階にあり、改札口は北側（薬水寄り）と南側（玉水寄り）の2ヶ所ある。北側の改札のみホームへの連絡エレベーターが設置されている。化粧室は北側の改札内にある。
出入口は1番から4番までの計4ヶ所ある。

### のりば
案内上ののりば番号は設定されていない。
| ホーム | 路線  | 行先                                 |
| ------ | ----- | ------------------------------------ |
| 上り   | 3号線 | 鍾路3街・旧把撥・大谷・大化方面      |
| 下り   | 3号線 | 高速ターミナル・良才・水西・梧琴方面 |

## 利用状況
近年の一日平均利用人員推移は下記のとおり。
| 路線  | 路線     | 2000年 | 2001年 | 2002年 | 2003年 | 2004年 | 2005年 | 2006年 | 2007年 | 2008年 | 2009年 | 出典  |
| ----- | -------- | ------ | ------ | ------ | ------ | ------ | ------ | ------ | ------ | ------ | ------ | ----- |
| 3号線 | 乗車人員 | 12,274 | 12,847 | 12,571 | 12,269 | 11,870 | 11,568 | 11,588 | 11,475 | 10,975 | 10,051 | [ 1 ] |
| 3号線 | 降車人員 | 11,070 | 11,403 | 11,297 | 11,009 | 10,605 | 10,182 | 10,155 | 10,082 | 9,642  | 8,814  | [ 1 ] |
| 3号線 | 乗降人員 | 23,344 | 24,250 | 23,868 | 23,278 | 22,475 | 21,749 | 21,743 | 21,557 | 20,617 | 18,864 | [ 1 ] |
| 路線  | 路線     | 2010年 | 2011年 | 2012年 | 2013年 | 2014年 | 2015年 |        |        |        |        | [ 1 ] |
| 3号線 | 乗車人員 | 9,937  | 9,575  | 8,684  | 8,392  | 8,365  | 8,056  |        |        |        |        | [ 1 ] |
| 3号線 | 降車人員 | 8,866  | 8,642  | 7,943  | 7,729  | 7,582  | 7,382  |        |        |        |        | [ 1 ] |
| 3号線 | 乗降人員 | 18,803 | 18,217 | 16,627 | 16,121 | 15,947 | 15,438 |        |        |        |        | [ 1 ] |

## 駅周辺
- 金湖ロータリー
- 金湖2・3街洞住民センター
- 金湖公園
- クムナム市場
- 斗山アパート
- ロッテアパート
- ソウル金玉初等学校
- ソウル金湖初等学校
- ソウル放送高等学校
- 金湖トンネル

## 歴史
- 1985年10月18日 - ソウル特別市地下鉄公社3号線（当時）の駅として開業。
- 2005年1月1日 - ソウル特別市地下鉄公社がソウルメトロに改称。

## 隣の駅
ソウル交通公社
 3号線
薬水駅 (333) - 金湖駅 (334) - 玉水駅 (335)